# Lina Neuwirt
Lina Neuwirt (* 1949 in Michailowka, Altai, Sowjetunion) ist eine deutsche Sängerin und Kulturschaffende mit russlanddeutschen Wurzeln. Sie wurde 1949 in Nord-Kasachstan geboren. Ihre Familie wurde im Zuge des Zweiten Weltkriegs wie viele Russlanddeutsche deportiert (aus der Krim nach Nord-Kasachstan). Diese Vergangenheit prägt ihr künstlerisches Schaffen, etwa im Lied „Mein Heimatdorf“, das sie ihrer Mutter widmete. 1989 gründete sie die Gesangsgruppe „Morgenlicht“ in Sowjetskoje im Gebiet Nord-Kasachstan. Mit dieser Gruppe trat sie in ganz Kasachstan und Sibirien auf. „Morgenlicht“ war die populärste Gesangsgruppe in Kasachstan, sehr bekannt auch in Russland. Sie bekam den Preis der „Zuschauer Sympathie“ für originelle Verwirklichung der Folklore, war Preisträger des Kulturfestivals. Lina Neuwirt war die musikalische Leiterin und Seele der Gruppe. Ihre Lieder wurden in den Zeitungen „Freundschaft“, „Neues Leben“, „Zeitung für Dich“ u. a. veröffentlicht. Sie wurden in Alma-Ata für die deutschsprachige Radio- und Fernsehsendung „Guten Abend“ aufgenommen. Jeden Samstag im Programm des deutschen Radios konnte man ihre Lieder hören.
Das Lied „Mein Heimatdorf“ hat sie 1988 geschrieben. „Heimat, Heimat, mein stilles altes Dorf, Heimat, Heimat, warum muss ich wieder fort? Hier bin ich geboren, da fand ich mein Glück, mein Herz ist verloren, ich komme zurück“ heißt es im Refrain. Sie schrieb nicht nur den Text und die Musik des Liedes, sondern begleitete sich auch selbst auf dem Akkordeon. Ihr Lied wurde sehr populär und bei Kulturfestivals in Alma-Ata, Moskau und Stuttgart ausgezeichnet. Der Liedtext erzählt die Geschichte ihrer Mutter, die ihr Heimatdorf Sejt-Bulat am Schwarzen Meer verlassen musste und nie wieder dorthin zurückkehren durfte. Dieses Lied ist zum russlanddeutschen Volkslied geworden und wird von vielen Chören in Kasachstan, Russland und in Deutschland gesungen.
1993 siedelte Lina Neuwirt nach Deutschland über. Sie arbeitete als Erzieherin in einem Förderzentrum der Lebenshilfe in Bayern. Seit 2006 leitete sie den Chor „Nostalgie“. Heute lebt sie in Appetshofen bei Möttingen (Bayern) und leitet einen Kinderchor namens „Singende Herzchen“, der regelmäßig in Altenheimen und sozialen Einrichtungen auftritt.
Sie ist regelmäßig bei Veranstaltungen der Landsmannschaft der Deutschen aus Russland aktiv, wo sie ihre bekannten Lieder sang: „Mein Heimatdorf“, „Schenk den Menschen Freude“, „Mein Augsburg“, „Verspätete Liebe“, „Bayern ist schön“ u. a. Sie nahm zusammen mit Jakob Fischer, Eduard Frickel, Katharina Rissling, Wladimir Dederer mehrere CDs mit russlanddeutschen Volksliedern auf. Diese Lieder trugen dazu bei, die Liedtradition der Deutschen aus Russland auch in der Bundesrepublik zu bewahren. Komponist Friedrich Dortmann und Dichter Andreas Kramer widmeten ihr das Lied „Das Herz des lustigen Musikanten“ und Dichter Kornelius Petkau - das Lied „Das Täubchen und die Mandoline“.